# Naneh
Naneh (persiska: ننه, نِهنِه) är en ort i Iran.   Den ligger i provinsen Kurdistan, i den nordvästra delen av landet, 500 km väster om huvudstaden Teheran. Naneh ligger 1 324 meter över havet och antalet invånare är 516.
Terrängen runt Naneh är kuperad västerut, men österut är den bergig.Runt Naneh är det ganska tätbefolkat, med 60 invånare per kvadratkilometer. Närmaste större samhälle är Marivan, 16,5 km nordväst om Naneh. Trakten runt Naneh består till största delen av jordbruksmark.